# 浜野純
浜野 純（はまの じゅん、1960年 -　）は、日本のロックミュージシャン、ギタリスト、ベーシスト。父は児童文学作家の浜野卓也。
1970年代後半に活動した前衛的なロックバンド「ガセネタ」の中心人物。唯一無二のギター・サウンドにより、東京のアンダーグラウンド・シーンで圧倒的な存在感を放つも、10代後半で音楽シーンから完全に姿を消した。

## 略歴・人物

### 生い立ち
世田谷区立松沢中学校卒業。
浜野純の特異な音楽的感受性は、極めて早い時期から育まれており、小学6年生でキャプテン・ビーフハートに傾倒する。吉祥寺マイナー店主/ピナコテカレコード主宰者の佐藤隆史によれば、浜野は小学生の頃から灰野敬二と交流があり、1971年8月に開催された野外音楽イベント「日本幻野祭」におけるロスト・アラーフのステージにも立ち会っていたという。浜野は当時わずか11〜12歳（小学5～6年生）であり、事実であれば、その年齢で既に前衛音楽の現場に身を置いていたことになる。その後も浜野は灰野から多くの影響を受けており、重いリズムと轟音のファズギターで知られるブルー・チアーの存在は灰野から教わったという。一方、浜野は「中学の頃に灰野さんと遊びでやっていたセッションは、モロにビーフハート風だった」と振り返っている。
高校時代にはさらに音楽的関心を広げ、クラウトロックやアヴァンギャルドに加え、フリー・ジャズや現代音楽にも強い興味を抱くようになった。とりわけ、西ドイツのフリージャズ・ドラマーであるデトレフ・シェーネンベルクの来日公演にも興味を示すなど、フリー・インプロヴィゼーションへの関心も早くから芽生えていたという。
こうした幅広い音楽的志向は、ロックをベースとしながらも、楽曲の構造が流動的で展開が即興的に変化するインプロヴィゼーションの要素を織り交ぜたガセネタの演奏スタイルへとつながっていく。浜野のプレイは、いわゆるパンク・ロックとは異なり、ロックのなかに瞬間的な即興の面白さを取り込むという点で、灰野敬二や突然段ボール、工藤冬里らとの共通性も指摘されている。
浜野自身が語るところによれば、同時代に活動していたセックス・ピストルズや、反体制的なパンク・ムーブメントを意識したことはなく、むしろ「泣きのバラード」や「普通の音楽（ポピュラー音楽）」を好む傾向があり、ルーツ・ミュージックで知られるスプーナー・オールダム、ドニー・フリッツ、ロニー・レーンといった素朴で泥臭く情感豊かな音楽家たちを愛聴していた。日本人歌手でも、大瀧詠一の「乱れ髪」や、あがた森魚の「リラのホテル」など繊細でメロウなフォークソングを好んだ。

### 連続射殺魔からガセネタ、そして不失者
和田哲郎（現・琴桃川凛）の解説によると、浜野は1975年秋頃にサイケデリック・ロックバンド・連続射殺魔にベーシストとして参加したが、阿木譲の誘いで和田が関西に移住することになり、浜野は「大阪へ行くのは嫌だ、俺はいつまでも親のスネをかじって芸術ごっこがしたい」という理由で1976年12月にバンドを脱退したという。ちなみに浜野が連続射殺魔に在籍していた時期に録音された音源は、1976年に制作されたカセット作品（1985年に自主制作盤『SHARL』としてLP化）で聴くことができる。
1976年、渡辺仁の紹介で園田佐登志主宰の明治大学・現代の音楽ゼミナールに参加。そこで山崎春美や大里俊晴と知り合い、自称「最後のハードロック」バンド・ガセネタを結成、大学構内や吉祥寺マイナーを拠点にギタリストとして破天荒な演奏活動を行う。浜野の性急で凶暴なギター演奏は「クスリ臭いギター」とも評され、同時代のアンダーグラウンドなミュージシャンにも影響を与えた。また浜野はギターの弦では一番太いものを張っており、六弦にはベース用の弦を張っていたという。園田は浜野について次のように評している。
初めて会った76年当時、彼は弱冠16才だった。誰にでも毒付く始末の悪い青年だったが、ギターの腕はピカイチで凄みがあった。マイナー時代の浜野はすでに確かな技術を持ったある意味ではとても計算し尽くされたギターを弾く男だった。モズライトからくり出されるドライヴの効いた飛躍的なギターワークは鋭利な刃物のごとく研ぎ澄まされ、今でも聞く者を震撼させる、狂気を孕んだ早成のギタリストである。
ガセネタの大里俊晴は、浜野の弾くギターを初めて聴いたときの衝撃について次のように回想している。
フル・アップにしたアンプから、気違いじみたスピードで、引き裂くような音が迸った。血が凍りついた。それは爆発だった。瞬時にして、ありとあらゆる音が四方に飛び散る。音のカオス。だが、どんな混濁もなく。総ての音が、一粒一粒その存在を主張しながら走り過ぎた。空気を切り裂く、澄み切った音の刃。僕は膝が震えるのを止められなかった。ざわついた中庭は、音もなく静まり帰った。いや、僕にはそう見えた。彼は緩んだ日常に、そのギターで、突然寒々しい裂け目を入れて見せた。（中略）その時既に僕は、その裂け目に落ち込んでしまっていたのだ。僕は引き返せなくなってしまった。
大里俊晴著『ガセネタの荒野』によれば、浜野は大変早熟な天才美青年だったようで、わずか10代半ばにして「削ぎ落とすんだよ。削ぎ落として、削ぎ落として、残った骨だけがぼおっと光っていればそれでいいんだ」と語ったという。ちなみに元TACOの藤井海彦は『ガセネタの荒野』における浜野の口調や発言が和田哲郎に酷似していた点が気になったと述べている。藤井によれば、両者に共通していたのは、当時すでに時代遅れとされていたファズの使用と「同じ演奏を二度としない」という即興的な演奏姿勢ぐらいであり、両者の相違点として、和田が尊敬していたギタリストは水谷孝と山口冨士夫だけであったことを挙げている。
1979年3月30日、ガセネタは解散。その後は灰野敬二の不失者でベーシストとなるが、ほどなく音楽活動から引退した。

### 引退後
1992年、ガセネタのCD化にあたって園田が音源使用の許諾を求めたところ「（ガセネタに）自分が関わっていたとは最早、思えなくなっている」ことを理由に印税と献CDを辞退する旨の返事を出している。その後、明治大学での録音を収録した1stアルバム『SOONER OR LATER』が、浜野と大里の積極的協力を得られぬまま、1993年にPSFレコードからリリースされた。
佐藤隆史いわく「（浜野は）生きながら3回輪廻転生して普通人（会社員）として生活している」とのこと。2002年以降はメディア露出がなく現況は不明だが、大里の元パートナー・渡邊未帆は、大里の没後に浜野と会ったことを記している。
音楽評論家の中山義雄は、日大芸術学部の入学式で目撃した浜野の様子について「シド・バレットの目をしたブースカ」のようだったと語っている。

## 作曲・編曲
ガセネタ
- 雨上がりのバラード
（作詞：山崎春美 / 作曲：浜野純）
- 父ちゃんのポーが聞こえる
（作詞：山崎春美 / 作曲：浜野純）※Tangerine Dreamのカバー[25]
- 宇宙人の春
（作詞：山崎春美 / 作曲：浜野純）
- 社会復帰
（作詞：山崎春美 / 作曲：大里俊晴）

連続射殺魔
- 人箱（作詞：浜野純 / 作曲：和田哲郎）

（詞）虹に乗って猫を食べる僕は/真っ二つに切れるナイフ/ナイフとかしてロケット沈め/猫を擦り下ろす/船を襲う猫の幽霊/鶏を絞め殺し/キャラメルと遊ぶ/STOP!

赤い炎揺らめき/天使の炎と燃えて/聖書燃やし蹴散らし/悪魔の炎と燃える光投げつけ/二つの頭持って/僕らはシャムの神さ/[スペイン語・聞き取り不能]/STOP!

鶏の首絞めようとし/キャラメル転がし遊び出して/[聞き取り不能]/チョコレートの銀の星/STOP!
- ひよこのたまご（作詞：浜野純 / 作曲：浜野純）
  - 演奏不可能のため未確認